# جون تومسون (سياسي كندي، مواليد 1908)
جون تومسون هو محامي وسياسي كندي، ولد في 18 يوليو 1908 في وينيبيغ في كندا، وتوفي بنفس المكان في 15 ديسمبر 1986. نشط حزبياً في Progressive Conservative Party of Manitoba ‏. وقد انتخب member of the Legislative Assembly of Manitoba ‏ وانتخب عضو المجلس التنفيذي لمانيتوبا ‏.